# The 3rd Winter
The 3rd Winter е демо албум на Forest Silence, издаден през 1997 година. Първи издаден албум на групата.

## Списък на песните
1. Self released – 13:20
2. Paradoxon – 19:11